# Karl Wilhelm Sack
Karl Wilhelm Sack, auch Carl (* 22. November 1792 in Seesen; † 27. Juni 1870 in Braunschweig) war ein deutscher Kreisgerichts-Registrator und Lokalhistoriker, der insbesondere durch seine zahlreichen Werke über die Geschichte der Stadt Braunschweig Bekanntheit erlangte.

## Leben
Sack wurde als Sohn eines Müllers in Seesen geboren. Im Jahr 1813 wurde er durch das westphälische Militär zum Dienst verpflichtet und nahm in den Jahren 1814 bis 1815 an den Befreiungskriegen teil. Als Sergeant diente er im Braunschweigischen Husarenregiment. Anschließend wurde er 1816 zum Stadtkommandanten der Stadt Helmstedt ernannt, wo er im Folgejahr das Amt des Polizeischreibers der Stadtverwaltung übernahm. Von 1825 an war er Registrator beim Kreisgericht und wurde 1827 in dieser Funktion nach Braunschweig versetzt. Im Zuge seiner Tätigkeit kam er intensiv mit historischen Prozessakten in Berührung und legte eine Sammlung von Quellenstücken zur Geschichte der Stadt Braunschweig an. Teile dieser Materialien wurden 1840 dem Stadtarchiv Braunschweig übergeben, die restlichen Schriften kamen erst nach seinem Tode dorthin. Unter diesen befanden sich zahlreiche Aufzeichnungen, Abschriften, Auszüge und Originalarchivalien. Sack verfasste eine Vielzahl von Werken über die Braunschweiger Stadt- und Landesgeschichte.

## Schriften (Auswahl)
- Alterthümer der Stadt und des Landes Braunschweig. (Nach größtentheils noch unbenutzten Handschriften und mit Abbildungen, Band 1) Otto, Braunschweig 1841, (2. Ausgabe 1861 archive.org).
- Die Befestigung der Stadt Braunschweig. In: Historischer Verein für Niedersachsen (Hrsg.): Archiv des Historischen Vereins für Niedersachsen. Neue Folge, Verlag Hahn’sche Hofbuchhandlung, Hannover 1847, S. 213–312 (Textarchiv – Internet Archive), Fortsetzung Jahrgang 1848, S. 1–55 (Textarchiv – Internet Archive) der Schluss fehlt.
- Künste und Gewerke in der Stadt Braunschweig. In: Braunschweigisches Magazin der Braunschweigischen Anzeigen. Band 66, Stück 1–3, Herzogliches Intelligenz-Comtior, Braunschweig 1853, doi:10.24355/dbbs.084-201010211553-0 (tu-braunschweig.de).
- Die Münze zu Braunschweig, ein ehemaliges Besitzthum der Stadt (= Zeitschrift des historischen Vereins für Niedersachsen. 1851). Jänecke, Hannover 1854, S. 267–324 (Textarchiv – Internet Archive).
- Das Gewandhaus am Altstadtmarkte zu Braunschweig und die Verhältnisse der Stadt selbst im Jahre 1590. In: Braunschweigisches Magazin. Braunschweig 1858 OCLC 258672365.
- Geschichte der Schulen zu Braunschweig von ihrer Entstehung an und die Verhältnisse der Stadt in verschiedenen Jahrhunderten. 1 Die Schulen zu Braunschweig von ihrer Entstehung an bis zur Reformation und die Verhältnisse der Stadt im Jahre 1414. Schwetschke, Braunschweig 1861, (digibib.tu-bs.de).
- Die Thoren oder Irrsinnigen und das Alexius-Haus zu Braunschweig. In: Braunschweigisches Magazin. Band 76, Braunschweig 1863,  S. 521–550 (publikationsserver.tu-braunschweig.de).